# Курник (гмина)
Курник (пол. Kórnik) — гмина (волость) в Польше, входит как административная единица в Познанский повет, Великопольское воеводство. Население — 19 126 человек (на 2008 год). Имеет статус городско-сельской гмины. Административный центр — город Курник.

## Сельские округа
1. Бернатки
2. Блажеевко
3. Блажеево
4. Борувец
5. Чолово
6. Чмонец
7. Чмонь
8. Дахова
9. Дембец
10. Дзедмерово
11. Гондки
12. Камёнки
13. Конарске
14. Конинко
15. Мосценица
16. Пежхно
17. Прусиново
18. Радзево
19. Робаково
20. Руново
21. Скшинки
22. Щоджиково
23. Щытники
24. Жерники
25. Двожиска
26. Ярышки
27. Свёнтнички

## Соседние гмины
1. Гмина Клещево
2. Гмина Мосина
3. Познань
4. Гмина Сьрем
5. Гмина Сьрода-Велькопольска
6. Гмина Занемысль